# Guyana Mayor's Cup
La Mayor's Cup è la coppa nazionale di calcio della Guyana. È un torneo ad eliminazione diretta ed è stata creata nel 1999. Dal 2012 partecipano 25 squadre.

## Albo d'oro
- 1998/99 : Real Victoria Kings
- 1999/00 : Conquerors (Georgetown)
- 2000/01 : Conquerors (Georgetown)
- 2001/02 : Thomas United (Georgetown)
- 2002/03 : Camptown (Georgetown)
- 2003/04 : Camptown (Georgetown)
- 2004/05 :  Pele (Georgetown)
- 2005/06 : Conquerors (Georgetown)
- 2006/07 :  Pele (Georgetown)
- 2007/08 : Alpha United FC (Georgetown)
- 2008/09 :  Pele (Georgetown)
- 2009/10 : GDF (Georgetown)
- 2011    : Camptown (Georgetown)
- 2012    : West Ruimveldt FC
- 2013  : Alpha United (Georgetown)

### Titoli per club
| Club                                             | Vittorie | 2° | Stagioni                     |
| ------------------------------------------------ | -------- | -- | ---------------------------- |
| Bakewell Topp XX (Linden)                        | 5        | 3  | 1995, 1997, 2000, 2001, 2006 |
| Alpha United (Georgetown)                        | 2        | 2  | 2008, 2011                   |
| Camptown (Georgetown)                            | 2        | 2  | 1994, 2004                   |
| Milerock (Linden)                                | 2        | 2  | 1991, 1998                   |
| Fruta Conquerors (Georgetown)                    | 2        | 1  | 2003, 2005                   |
| Pele (Georgetown)                                | 1        | 4  | 2009                         |
| Template:Calcio Eagles United (Linden)           | 1        | 2  | 1992                         |
| Template:Calcio Real Victoria Kings (East Coast) | 1        | 1  | 2002                         |
| Western Tigers (Georgetown)                      | 1        | 1  | 2010                         |
| Beacon (Georgetown)                              | 1        | -  | 1996                         |
| Template:Calcio Botofago                         | 1        | -  | 1993                         |
| Template:Calcio Central Hikers                   | 1        | -  | 1993                         |
| Buxton United                                    | 1        | -  | 2013                         |
| Morvant Caledonia Utd                            | 1        | -  | 2012                         |
| Template:Calcio Doc's Khelwalaas                 | 1        | -  | 1999                         |
| Joe Public                                       | 1        | -  | 2007                         |
| Template:Calcio Dennery                          | -        | 1  | -----                        |
| Template:Calcio Netrockers                       | -        | 1  | -----                        |
| Thomas United                                    | -        | 1  | -----                        |
| Template:Calcio Amelia's Ward United             | -        | 1  | -----                        |